# Cacuso
Cacuso é uma cidade e município da província de Malanje, em Angola.
O município tem 6 859 km² e cerca de 101 mil habitantes. É limitado a norte pelos municípios de Samba Caju, Cateco Cangola e Calandula, a leste pelos municípios de Calandula e Malanje, e a sul e a oeste pelo município de Pungo-Andongo.

## Geografia
O município é constituído pela comuna-sede, correspondente à cidade de Cacuso, e pela comuna de Soqueco. Até setembro de 2024 seu território continha as comunas de Lombe, Quizenga e Pungo-Andongo.
O grande referencial territorial do município é o Planalto do Cacuso.

## Economia
Desde 2014 a cidade passou a contar com uma usina de açúcar álcool e energia elétrica, sendo a primeira a ser instalada em Angola. De propriedade da empresa Biocom (Odebrecht Angola), a tecnologia usada na usina foi toda brasileira.
Cacuso conta também com dois hotéis situados as margens da rodovia que a corta ao meio, além de agencias bancarias com caixas ligados as redes de cartões internacionais.

## Infraestrutura
A única instituição de ensino superior da localidade é privada, sendo o Instituto Superior Politécnico Dom Alexandre Cardeal do Nascimento.
A cidade de Cacuso é servida pelo Caminho de Ferro de Luanda, dispondo de uma estação de cargas e passageiros. Outras localidades do município também possuem estações ou paradas, como a de Quizenga, a de Cambunze, a de Matete, a de Zanga e a de Lombe.
Outras facilidades logísticas vitais são as rodovias, sendo a mais importante a EN-230, que a liga a Malanje (leste) e Cazengo (oeste). Outra via importante é a EN-322, que a liga à localidade de Pungo-Andongo e à vila de Capanda.